# Haltwhistle Castle
Haltwhistle Castle ist eine Burgruine im Dorf Haltwhistle im Südwesten der englischen Grafschaft Northumberland.
Es handelt sich um ein Ringwerk aus normannischer Zeit (ca. 11. oder 12. Jahrhundert) aus Erde und Holz. Die Burg lag auf einem Hügelchen in der Mitte des Dorfes und wurde durch spätere Bauarbeiten weitgehend zerstört. Auf der Ostseite befinden sich Reste eines großen Bollwerks.
Im 15. Jahrhundert wurde innerhalb des Ringwerks der Musgrove Tower, ein dreistöckiger Wohnturm, gebaut. 1963 wurde dieses Bauwerk wieder abgerissen.